# Clovia
Clovia är ett släkte av insekter. Clovia ingår i familjen spottstritar.

## Dottertaxa tillClovia, i alfabetisk ordning[1]
- Clovia affinis
- Clovia albomarginata
- Clovia altipeta
- Clovia andamanensis
- Clovia ankazobeana
- Clovia antankara
- Clovia antoni
- Clovia apicata
- Clovia aruensis
- Clovia batchianensis
- Clovia beccari
- Clovia bettotana
- Clovia bifasciata
- Clovia bigoti
- Clovia bilineata
- Clovia binominata
- Clovia bipars
- Clovia bipunctata
- Clovia bivittata
- Clovia boitardi
- Clovia borneensis
- Clovia brunnea
- Clovia burmanica
- Clovia callifera
- Clovia camerunensis
- Clovia celebensis
- Clovia centralis
- Clovia chinai
- Clovia clitellaria
- Clovia conifera
- Clovia conspicua
- Clovia declivis
- Clovia deflexa
- Clovia deplanata
- Clovia diffusipennis
- Clovia divergens
- Clovia doreiensis
- Clovia dorsalis
- Clovia dryas
- Clovia eximia
- Clovia expressa
- Clovia fakarensis
- Clovia fasciata
- Clovia flavifrons
- Clovia flaviscutellata
- Clovia flaviscutum
- Clovia florum
- Clovia formosa
- Clovia formosula
- Clovia froggatti
- Clovia fulgida
- Clovia fulva
- Clovia furcata
- Clovia furcifera
- Clovia fusiformis
- Clovia geniculata
- Clovia grata
- Clovia gressitti
- Clovia hieroglyphica
- Clovia humboldtiana
- Clovia humeralis
- Clovia hyalinobipuncta
- Clovia immutata
- Clovia incerta
- Clovia internigrans
- Clovia janssensi
- Clovia jeswieti
- Clovia kinana
- Clovia kleinei
- Clovia lallemandana
- Clovia laratensis
- Clovia latiuscula
- Clovia lemniscata
- Clovia leopoldi
- Clovia lepesmei
- Clovia lineata
- Clovia lineatocollis
- Clovia lineolata
- Clovia lituriplena
- Clovia lomirana
- Clovia loriae
- Clovia luederwaldti
- Clovia luteomaculata
- Clovia maculata
- Clovia maculosa
- Clovia madegassa
- Clovia maforensis
- Clovia margheritae
- Clovia matemana
- Clovia mindorensis
- Clovia minuta
- Clovia modesta
- Clovia montrouzieri
- Clovia moresbyensis
- Clovia muiri
- Clovia multilineata
- Clovia multipunctata
- Clovia multisignata
- Clovia multivittata
- Clovia mundula
- Clovia natalensis
- Clovia nigerrima
- Clovia nigrifrons
- Clovia nitida
- Clovia novabritanniana
- Clovia nox
- Clovia obiana
- Clovia obliqua
- Clovia ocella
- Clovia ornata
- Clovia orti
- Clovia patruelis
- Clovia pauliani
- Clovia penskyi
- Clovia peracuta
- Clovia perducta
- Clovia permaculata
- Clovia philippina
- Clovia pilosula
- Clovia plena
- Clovia plenipennis
- Clovia polita
- Clovia postica
- Clovia prolixa
- Clovia prolongata
- Clovia pseudoprolixa
- Clovia pseudoscutellata
- Clovia pulchra
- Clovia puncta
- Clovia quadrangularis
- Clovia quinquesignata
- Clovia recta
- Clovia resinosa
- Clovia robusta
- Clovia roepstorffi
- Clovia roonensis
- Clovia rotundata
- Clovia rugosa
- Clovia sarawakana
- Clovia schulzei
- Clovia scutellata
- Clovia seguyi
- Clovia sexfasciata
- Clovia sexpunctata
- Clovia sextaeniata
- Clovia signata
- Clovia signifera
- Clovia similaris
- Clovia similis
- Clovia soembana
- Clovia solitaria
- Clovia stevensi
- Clovia strigata
- Clovia subfurcata
- Clovia subjuncta
- Clovia suppressa
- Clovia taeniaticollis
- Clovia taeniatifrons
- Clovia tenggerana
- Clovia transversa
- Clovia undulata
- Clovia varia
- Clovia varipes
- Clovia vicaria
- Clovia vicinalis
- Clovia victoriana
- Clovia willei
- Clovia villosa
- Clovia vitticeps
- Clovia vittifrons